# Bitwa pod Hrebionką
Bitwa pod Hrebionką – walki polskiego 16 pułku piechoty mjr. Karola Weissa de Helmenau z oddziałami sowieckiej 17 Dywizji Strzelców w czasie lipcowej ofensywy Frontu Zachodniego Michaiła Tuchaczewskiego w okresie wojny polsko-bolszewickiej.

## Sytuacja ogólna
W pierwszej dekadzie lipca przełamany został front polski nad Autą, a wojska Frontu Północno-Wschodniego gen. Stanisława Szeptyckiego cofały się pod naporem ofensywy Michaiła Tuchaczewskiego.
W nocy z 6 na 7 lipca sforsowała Berezynę sowiecka 16 Armia Nikołaja Sołłohuba i nacierała na zachód wiążąc walką wojska polskiej 4 Armii i Grupy Poleskiej gen. Władysława Sikorskiego. 
Naczelne Dowództwo Wojska Polskiego nakazało powstrzymanie wojsk sowieckiego Frontu Zachodniego na linii „dawnych okopów niemieckich” z okresu I wojny światowej.

## Walki pod Hrebionką
Podczas walk odwrotowych toczonych nad Berezyną odwodowy 16 pułk piechoty z 6 Dywizji Piechoty 9 lipca 1920 uderzył na Hrebionkę. Podczas kilkugodzinnej bitwy z oddziałami sowieckiej 17 Dywizji Strzelców parokrotnie dochodziło do „walk na bagnety”. W momencie, kiedy piechota sowiecka wdarła się w głąb ugrupowania 16 pułku piechoty, skutecznie kontratakował IV szwadron 4 pułku ułanów.
Szarża polskiej jazdy rozbiła wysunięte do przodu oddziały przeciwnika. 
Wieczorem pułk otrzymał rozkaz odwrotu i obsadzenia Świsłoczy. 

## Bilans walk
Sukces boju pod Hrebionką 16 pułk piechoty i szwadron 4 pułku ułanów okupił stratą 58 poległych i rannych. 
Zginął między innymi dowódca 7 kompanii podporucznik Stanisław Danecki i por. Skuratowski z 4 pułku ułanów.
Na pobojowisku znaleziono ciała 127 poległych czerwonoarmistów. 